# Educação em Araraquara

## Ensino Básico
Araraquara abriga 94 unidades públicas de Ensino Básico, divididas em 57 unidades sob a administração municipal, 33 unidades sob administração estadual, 1 unidade sob administração federal e 3 unidades administradas por entidades do terceiro setor.
Segundo o Censo Demográfico de 2010, a taxa de escolaridade da cidade é de 98,7% (entre 6 a 14 anos de idade). O IDEB dos anos iniciais da rede pública do Ensino Fundamental é 6,5 (2017), já o dos anos finais 5,0.
O número de matrículas no Ensino Fundamental é de 25.532 (2020), e no Ensino Médio de 7.839 (2020), perfazendo um total de 33.371.
O número de docentes no Ensino Fundamental é de 1.489 (2020), e no Ensino Médio 721 (2020).

### Municipal

#### CER (43 unidades)[2]
- Adelina Leite Amaral (Vila Vicentina)
- Dr. Álvaro Waldemar Colino (Jd. das Estações)
- Profª Amélia Fávero Manini (Jd. Água Branca)
- Angelo Lorenzeti (Jd. Altos de Pinheiros)
- Antônio Custódio de Lima (Jd. Victório De Santi)
- Dr. Antônio Tavares Pereira Lima (Jd. Pinheiros)
- Profª Annunciata Lia David (Jd. das Hortênsias)
- Dona Carmelita Garcez I (São José)
- Dona Carmelita Garcez II (São José)
- Concheta Smirne Mendonça (Quitandinha)
- Cyro Guedes Ramos (Santa Angelina)
- Dona Cotinha de Barros (Jd. Brasil)
- Eugênio Trovatti (Distrito de Bueno de Andrada)
- Dona Eloá do Valle Quadros (Vila Xavier)
- Profª Eudóxia Pinto Ferraz (Parque São Paulo)
- Profª Eunice Bonilha Toledo Piza (Jd. Brasília)
- Profª Honorina Comelli Lia (Jd. Imperador)
- Jacomina Filippe Sambiase (Parque das Laranjeiras)
- Profº Dr José Alfredo Amaral Gurgel (Adalberto Roxo)
- José do Amaral Vellosa (Jd. Paulistano)
- José Pizani (Yolanda Ópice)
- Profª Judith de Barros Batelli (Selmi-Dei III)
- Leatrice Rodrigues Affonso (Parque Gramado II)
- Leonor Mendes de Barros "Parque Infantil" (Centro)
- Maria Apparecida de Azevedo Bozutti (Jd. Indaiá)
- Maria Barcarolla Filié (Vila Melhado)
- Profª Maria da Glória Fonseca Simões (Jd. Maria Luíza)
- Profª Maria Enaura Malavolta Magalhães (Vale do Sol)
- Profª Maria José Pahin da Porciúncula (Jd. Iguatemy)
- Maria Pradelli Malara (Selmi-Dei I)
- Maria Renata Lupo Bo (CECAP)
- Profª Marialice Lia Tedde (Jd. Cruzeiro do Sul)
- Padre Bernardo Plate (Jd. Santa Lúcia)
- Padre Mário Cavaretti Filho (Jd. Altos de Pinheiros)
- Rosa Bróglio Zanin (Jd. Ieda)
- Dona Rosa Ribeiro Stringhetti (Jd. América)
- CAIC Rubens Cruz I (Selmi-Dei III)
- CAIC Rubens Cruz II (Selmi-Dei III)
- CAIC Ricardo Caramuru de Castro Monteiro (Vale do Sol)
- Zilda Martins Pierri (Jd. Paraíso)
- Waldir Alceu Trigo (Assentamento Bela Vista)
- Madre Irmã Maurina (Assentamento Monte Alegre)

#### EMEF (14 unidades)[3]
- Altamira A. Mantese (Selmi-Dei III)
- Eugênio Trovatti (Distrito de Bueno de Andrada)
- Gilda Rocha de Mello e Souza (Jd. Indaiá)
- Henrique Scabello (Jd. das Hortênsias)
- Hermínio Pagotto (Assentamento Bela Vista)
- José Roberto de Pádua Camargo (Jd. Dom Pedro I)
- Luiz Roberto Salinas Fortes (Jd. Paraíso)
- Maria de Lourdes S. Prado (Assentamento Monte Alegre)
- Olga Ferreira Campos (Jd. Universal)
- Rafael de Medina (Jd. Eliana)
- CAIC Ricardo Caramuru de Castro Monteiro (Vale do Sol)
- CAIC Rubens Cruz (Selmi-Dei III)
- Ruth Villaça Correia Leite Cardoso (Jd. Maria Luíza)
- Waldemar Saffiotti (Jd. Cruzeiro do Sul)

### Estadual

#### Secretaria da Educação do Estado de São Paulo - SEDUC-SP(32 unidades)[4]
- Profª Angelina Lia Rolfsen (Dr. Tancredo Neves)
- Profª Antônia Eugênia Martins (Jd. América)
- Antônio de Oliveira Bueno Filho (Jd. Pinheiros)
- Profº Antônio dos Santos (Jd. das Estações)
- Antônio Joaquim de Carvalho (Centro)
- Antônio Lourenço Corrêa (Vila Xavier)
- Profº Augusto da Silva César (Centro)
- Bento de Abreu "EEBA" (São Geraldo)
- João Manoel do Amaral (Jardim Primavera)
- Profª Maria Isabel Rodrigues Orso (Selmi-Dei I)
- Dorival Alves (Vila Xavier)
- Profª Ergilia Micelli (Selmi-Dei I)
- Florestano Libutti (Carmo)
- Francisco Pedro Monteiro da Silva (Vila Xavier)
- Profº Geraldo Honorato Azzi Sachs (Jd. Paulistano)
- Profª Jandyra Nery Gatti (Jd. Imperador)
- João Batista de Oliveira (Vila José Bonifácio)
- Dr. João Pires de Camargo (Vila Melhado)
- Joaquim Pinto Machado Junior (Jd. Esplanada)
- Profª Léa de Freitas Monteiro (Jd. Brasil)
- Deputado Leonardo Barbieri (Jd. Itália)
- Profª Letícia de Godoy Bueno de Carvalho Lopes (Vila Sedenho)
- Profª Luisa Rolfsen Petrili (Jd. Iguatemy)
- Profº Lysanias de Oliveira Campos (Vila Xavier)
- Narciso da Silva Cesar (Santana)
- Profº Oacyr Antônio Ellero (Parque São Paulo)
- Pedro José Neto (Centro)
- Profª Miryan Leopoldina Caramuru de Castro Monteiro (Jd. dos Oitis)
- Profº Sérgio Pedro Speranza (Parque São Paulo)
- Profº Urias Braga Costa (Jd. Morumbi)
- Vereador Carlos Roberto Marques (Vale do Sol)
- Profº Victor Lacorte (Carmo)

#### Centro Paula Souza
- Profª Anna de Oliveira Ferraz  "Industrial" (Centro)

### Federal
- IFSP-Câmpus Araraquara (Jd. Paulo Freire)

### Terceiro Setor
- SESI (Vila Xavier)
- SENAI "Henrique Lupo" (Quitandinha)
- SENAC (Carmo)

## Ensino Superior
Araraquara abriga 3 instituições públicas de Ensino Superior: UNESP, IFSP e FATEC.

### UNESP
A UNESP está organizada na cidade em 3 Faculdades (FCL, FCF, FOAr) e 1 Instituto (IQ), subdivididos em 20 departamentos, os quais ofertam 12 cursos de graduação, 23 programas de pós-graduação, além de um curso pré-vestibular oriundo de projeto de extensão universitária, o CUCA - Curso Unificado do Câmpus de Araraquara

#### Faculdade de Filosofia, Ciências e Letras de Araraquara - FCL[6]
Criada como Instituto Isolado Superior do Estado de São Paulo em 1957, pela Lei Estadual nº 3.842, foi autorizada a funcionar através do Decreto Federal nº 45.776, de 13 de abril de 1959, ano em que iniciou suas atividades. Integravam-na, na época, os cursos de Pedagogia e de Letras.
Inicialmente instalada, em caráter provisório, no Grupo Escolar “João Manoel do Amaral”, no Bairro da Fonte, a então Faculdade de Filosofia foi transferida, em 1961, para o prédio do antigo Instituto de Educação “Bento de Abreu” de Araraquara, onde funcionou até 1973, data em que foi transferida para o “Câmpus” Universitário (km 1, da Rodovia Araraquara-Jaú).
A 30 de janeiro de 1976, pela Lei Estadual nº 952, era criada a Universidade Estadual Paulista “Júlio de Mesquita Filho” - Unesp, que reuniu os 22 Institutos Isolados do Estado de São Paulo, entre os quais a Faculdade de Filosofia, Ciências e Letras de Araraquara.
Atualmente, a FCL conta com 5 cursos de graduação (Administração Pública, Ciências Econômicas, Ciências Sociais, Letras e Pedagogia, sendo todos oferecidos em dois períodos, diurno e noturno, num total de mais de 2700 alunos matriculados. Na Pós-Graduação são oferecidos 7 programas (Linguística e Língua Portuguesa, Estudos Literários, Ciências Sociais, Educação Escolar, Economia, Educação Sexual, Letras), somando até 2017 mais de 2.940 defesas entre teses de doutorado e dissertações de mestrado. A faculdade organiza-se em 7 departamentos: Administração Pública; Ciências Sociais; Educação; Economia; Letras Modernas; Linguística, Literatura e Letras Clássicas; Psicologia da Educação.

#### Faculdade de Odontologia de Araraquara - FOAr[7]
Criado em 1923, na então Escola de Pharmácia e Odontologia, ele é, ao lado do curso de Farmácia-Bioquímica, oferecido na Faculdade de Ciências Farmacêuticas (FCF), no mesmo campus, o mais antigo da Universidade. A FOAr recebeu a atual denominação em 30 de janeiro de 1976, pela Lei Estadual nº 952, era criada a Universidade Estadual Paulista “Júlio de Mesquita Filho” - Unesp, que reuniu os 22 Institutos Isolados do Estado de São Paulo.
Atualmente oferece graduação em Odontologia, e 5 programas de pós-graduação (Ciências Odontológicas, Odontologia, Reabilitação Oral, Ciências Fisiológicas e Residência Odontológica). A Faculdade, organiza-se em 6 departamentos (Diagnóstico e Cirurgia; Fisiologia e Patologia; Materiais Odontológicos e Prótese; Morfologia e Clínica Infantil; Odontologia Restauradora; Odontologia Social), e reúne 375 alunos de graduação e 180 de pós-graduação stricto sensu, além de 82 estudantes que realizam cursos de pós-graduação lato sensu.